# Super Colossal
A Super Colossal Joe Satriani gitáros tizenegyedik nagylemeze, amit 2006-ban adott ki az Epic Records.

## Érdekességek
- A Crowd Chant nóta címe eredetileg Party on the Enterprise volt de jogi problémák miatt át kellett nevezni, mivel olyan hangokat tartalmazott, amiket a Star Trek-sorozatokban használtak. Továbbá ezt a számot használták a Minnesota Wild, a Phoenix Coyotes és a Columbus Blue Jackets csapatok hazai játékai során, ha valamelyik csapat gólt lőtt.

## Számok
Az összes számot Joe Satriani írta:
1. Super Colossal – 4:14
2. Just Like Lightnin' – 4:01
3. It's So Good – 4:14
4. Redshift Riders – 4:49
5. Ten Words – 3:28
6. A Cool New Way – 6:13
7. One Robot's Dream – 6:15
8. The Meaning of Love – 4:34
9. Made of Tears – 5:31
10. Theme for a Strange World – 4:39
11. Movin' On – 4:05
12. A Love Eternal – 3:33
13. Crowd Chant – 3:14

## Közreműködők
- Joe Satriani – gitár, basszusgitár, billentyűs hangszerek
- Jeff Campitelli – ütőhangszerek és dob a 6-os, 7-es, 8-as, 9-es számnál
- Simon Phillips – dob a 6-os, 7-es, 8-as, 9-es számban
- Eric Caudieux – a hangokat alakította

A Crowd Chant-ben megszólaló tömeg: Max Sample, Adrian Underhill, David Martone, Colin Nairne, Mimi Northcott, Brad Colwell, Oless Pasichnyk, Clayton Lawrence, Tony Brinks, Tanis Keserich, Gordon Brown, Wendy Bird, Candice Johnson, Donna King, Lee Goddard, Peter Davyduck, Steve Brand, Danica Sawczuk, Bruce Morrison, Ian Jones, Aaron Pritchett, Nenah Barkley, Mitch Merrett, Todd Walsh, Jennifer Lactin, Davor Vulama, Don Kurek, Natasha Maher, Dean Maher, Jimmy Leslie, Mike Manning, Robin Nash, Jarrod Nestibo és Jane Dittrich

## Külső hivatkozások
- Hivatalos oldal (angolul)
- Podcast-ek (angolul)